# Верушувский повет
Верушувский повет (пол. Powiat wieruszowski) — повет (район) в Польше, входит как административная единица в Лодзинское воеводство. Центр повета — город Верушув. Занимает площадь 576,22 км². Население — 42 195 человек (на 31 декабря 2015 года).

## Административное деление
- города: Верушув
- городско-сельские гмины: Гмина Верушув
- сельские гмины: Гмина Болеславец, Гмина Частары, Гмина Галевице, Гмина Лютутув, Гмина Лубнице, Гмина Сокольники

## Демография
Население повета дано на 31 декабря 2015 года.
| Перепись            | Всего  | Мужчины | Женщины |
| ------------------- | ------ | ------- | ------- |
| Всего               | 42 195 | 20 850  | 21 345  |
| Городское население | 8634   | 4160    | 4474    |
| Сельское население  | 33 561 | 16 690  | 16 871  |